# 7 жінок (фільм)
«7 жінок» (англ. 7 Women) — кінофільм режисера Джона Форда, що вийшов на екрани в 1966 році. Остання робота майстра. Екранізація оповідання Нори Лофтс «Китайський фінал».

## Сюжет
Події відбуваються в 1935 році на півночі Китаю. Група жінок працює в американській релігійній місії, якою керує владна Агата Ендрюс. Всі вони (і особливо вагітна місис Петер) чекають прибуття нового доктора Картрайта, яка, одначе, виявляється гострою на язик і не дуже релігійною жінкою. Поява доктора відразу ж ставить під питання порядки, заведені в місії міс Ендрюс; між жінками наростає напруга. Тим часом все ближче і ближче до місії підходять банда мародерів на чолі з жорстоким Тунга-ханом…

## У ролях
- Енн Бенкрофт — доктор Картрайт
- Маргарет Лейтон — Агата Ендрюс, глава місії
- Сью Лайон — Емма Кларк, працівниця місії
- Флора Робсон — міс Біннс, глава британської місії
- Мілдред Даннок — Джейн Арджент, помічниця Ендрюс
- Бетті Філд — Флоррі Петер, вагітна дружина Чарльза
- Анна Лі — місис Расселл
- Едді Альберт — Чарльз Петер, вчитель
- Майк Мазуркі — Тунга-хан, глава бандитів
- Вуді Строуд — бандит